# Odyssey (álbum de Yngwie Malmsteen)
Odyssey é o quarto álbum de estúdio do guitarrista sueco Yngwie Malmsteen, lançado em 8 de abril de 1988. Com Joe Lynn Turner nos vocais, o álbum traz três faixas instrumentais, sendo "Bite the Bullet" uma breve introdução para "Riot in the Dungeons", "Memories" um fechamento para o álbum e "Krakatau" uma peça de seis minutos com temas que Yngwie executa em concertos até os dias de hoje.
As músicas foram influenciadas pelo heavy metal da década de 1970, como o álbum Machine Head do Deep Purple e o Rising do Rainbow, bem como pelo glam metal e pelo hard rock da década de 1980, como pode ser ouvido nas faixas "Hold On", "Heaven Tonight" e "Dreaming (Tell Me)".
Este foi o último álbum de estúdio a contar com o tecladista Jens Johansson, que deixou o grupo em 1989 e juntou-se à banda de Dio.

## Lista de faixas
| N.º | Título                           | Duração |  |
| 1.  | "Rising Force"                   | 4:26    |  |
| 2.  | "Hold On"                        | 5:11    |  |
| 3.  | "Heaven Tonight"                 | 4:06    |  |
| 4.  | "Dreaming (Tell Me)"             | 5:19    |  |
| 5.  | "Bite the Bullet"                | 1:36    |  |
| 6.  | "Riot in the Dungeons"           | 4:22    |  |
| 7.  | "Déjà Vu"                        | 4:17    |  |
| 8.  | "Crystal Ball"                   | 4:55    |  |
| 9.  | "Now Is the Time"                | 4:34    |  |
| 10. | "Faster Than the Speed of Light" | 4:30    |  |
| 11. | "Krakatau"                       | 6:08    |  |
| 12. | "Memories"                       | 1:14    |  |

## Integrantes
- Yngwie Malmsteen – guitarra, violão, baixo, backing vocal
- Joe Lynn Turner – vocal
- Jens Johansson – teclado
- Anders Johansson – bateria
- Bob Daisley – baixo em "Rising Force", "Hold On", "Crystal Ball" e "Now Is the Time"

## Desempenho nas paradas
| Ano  | Parada musical         | Posição |
| ---- | ---------------------- | ------- |
| 1988 | Swedish albums chart   | 7       |
| 1988 | Norwegian albums chart | 10      |
| 1988 | Swiss albums chart     | 17      |
| 1988 | Dutch albums chart     | 27      |
| 1988 | Billboard 200          | 40      |
| 1988 | German albums chart    | 50      |